# Grienwiesen (Schülesee)
Der Grienwiesensee, nach einem früheren Besitzer auch Schülesee genannt, ist ein mit Verordnung des Regierungspräsidiums Stuttgart vom 13. August 1980 ausgewiesenes 11,5 Hektar großes Naturschutzgebiet (NSG-Nummer 1085) auf dem Gebiet der Gemeinde Unterensingen im Landkreis Esslingen in Baden-Württemberg.
Aus der ehemaligen Kiesgrube bezog die Gemeinde Unterensingen ab 1903 jahrzehntelang ihren Bedarf an Kies. Bereits 1920 hatte der Baggersee im Wesentlichen seine heutige Größe erreicht. Inzwischen ist er eine überregional bedeutende ökologische Ausgleichsfläche mit gut ausgebildeten Verlandungszonen. Seine Bedeutung hat er als Rastplatz durchziehender Vögel und als Rückzugsraum bedrohter Vogelarten. Als ältester im Flusssystem des Neckars noch bestehender Baggerteich hat er sich zum bedeutendsten Brutvogelgewässer entwickelt, das heute in diesem Raum besteht. Im Einzelnen brüten hier unter anderem die Zwergrohrdommel, der Drosselrohrsänger, der Teichrohrsänger, der Sumpfrohrsänger, das Blässhuhn, das Teichhuhn, der Zwergtaucher und der Haubentaucher.
Eine Eigenart der Wildenten machen die Unterensinger Seen darüber hinaus unentbehrlich. Die Männchen verlieren gegen Ende der Brutzeit alle Schwungfedern auf einmal (Vollmauser). Sie werden für ca. drei Wochen flugunfähig. Wichtige Voraussetzung dafür ist ein störungsfreies Schilfgebiet. Die Männchen der gesamten Brutpopulation aus einem Raum, der über die Kreise Göppingen und Esslingen hinausreicht, haben in Unterensingen ihren Mauserplatz. 1971 wurden in Unterensingen über 100 Mausererpel der Stockente erfasst.
Direkt mit dem Schülesee verbunden ist das Naturschutzgebiet Nr. 1095 Am Rank (Röhmsee). Die beiden Seen bilden gemeinsam ein rund 25 Hektar großes Schutzgebiet.
Das NSG gehört zum Naturraum 106 Filder im  Schwäbischen Keuper-Lias-Land. Es gehört außerdem zum FFH-Gebiet 7321-341 Filder. 